# Scotorepens greyii

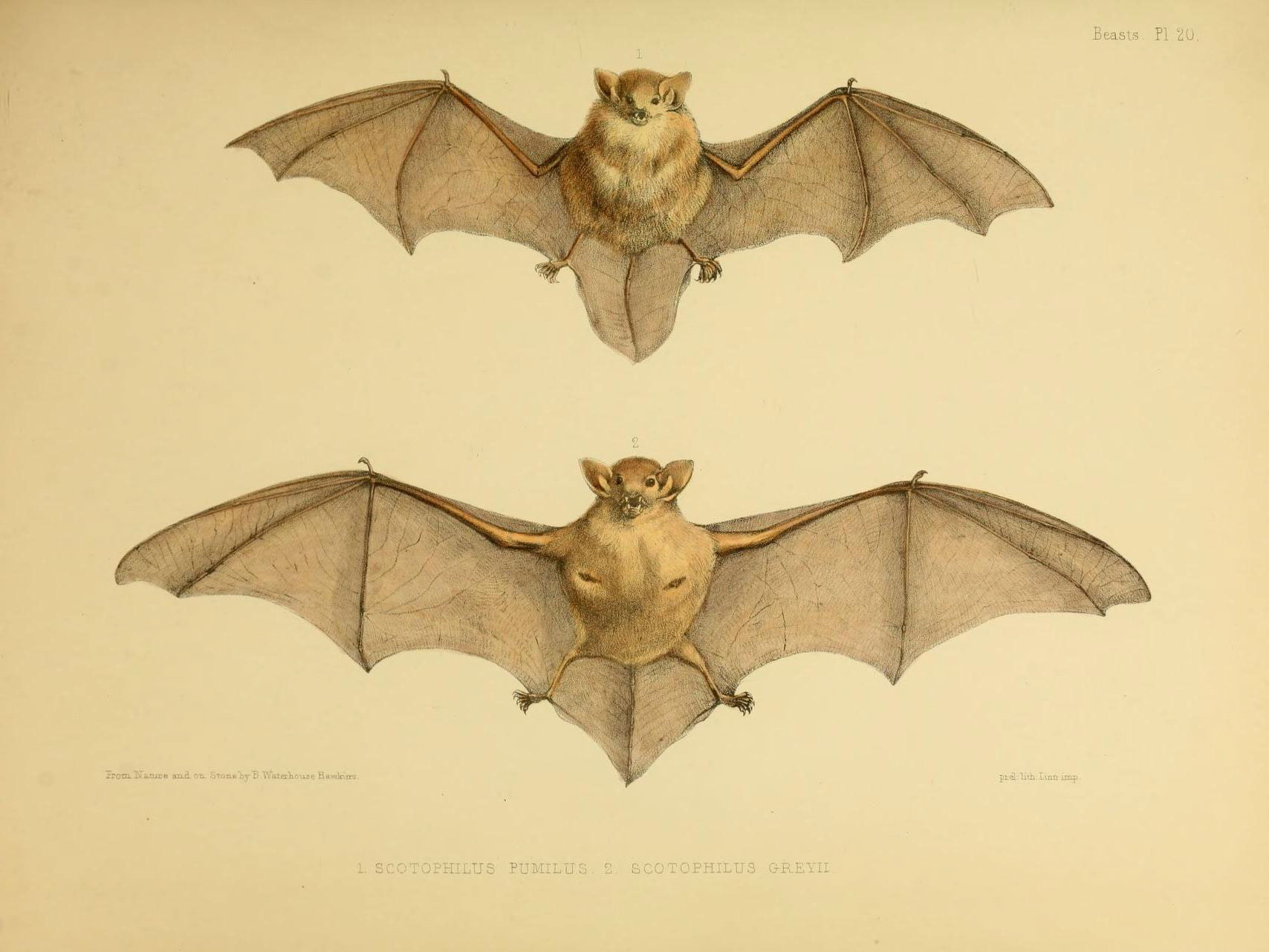
Vespadelus pumilus and Scotorepens greyii

Scotorepens greyii es una especie de murciélago de la familia Vespertilionidae.

## Distribución geográfica
Es endémica de  Australia.